# Joaquim Espalter i Rull

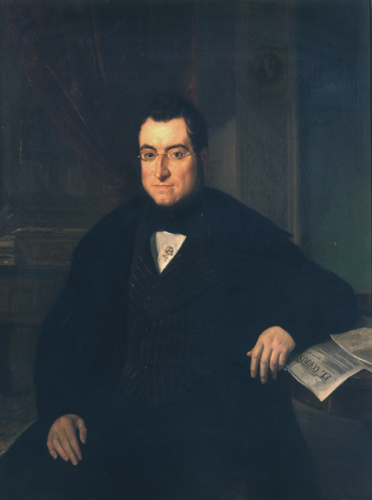
Retrat de Bonaventura Carles Aribau (1844) (Reial Acadèmia Catalana de Belles Arts de Sant Jordi, inv. 178)

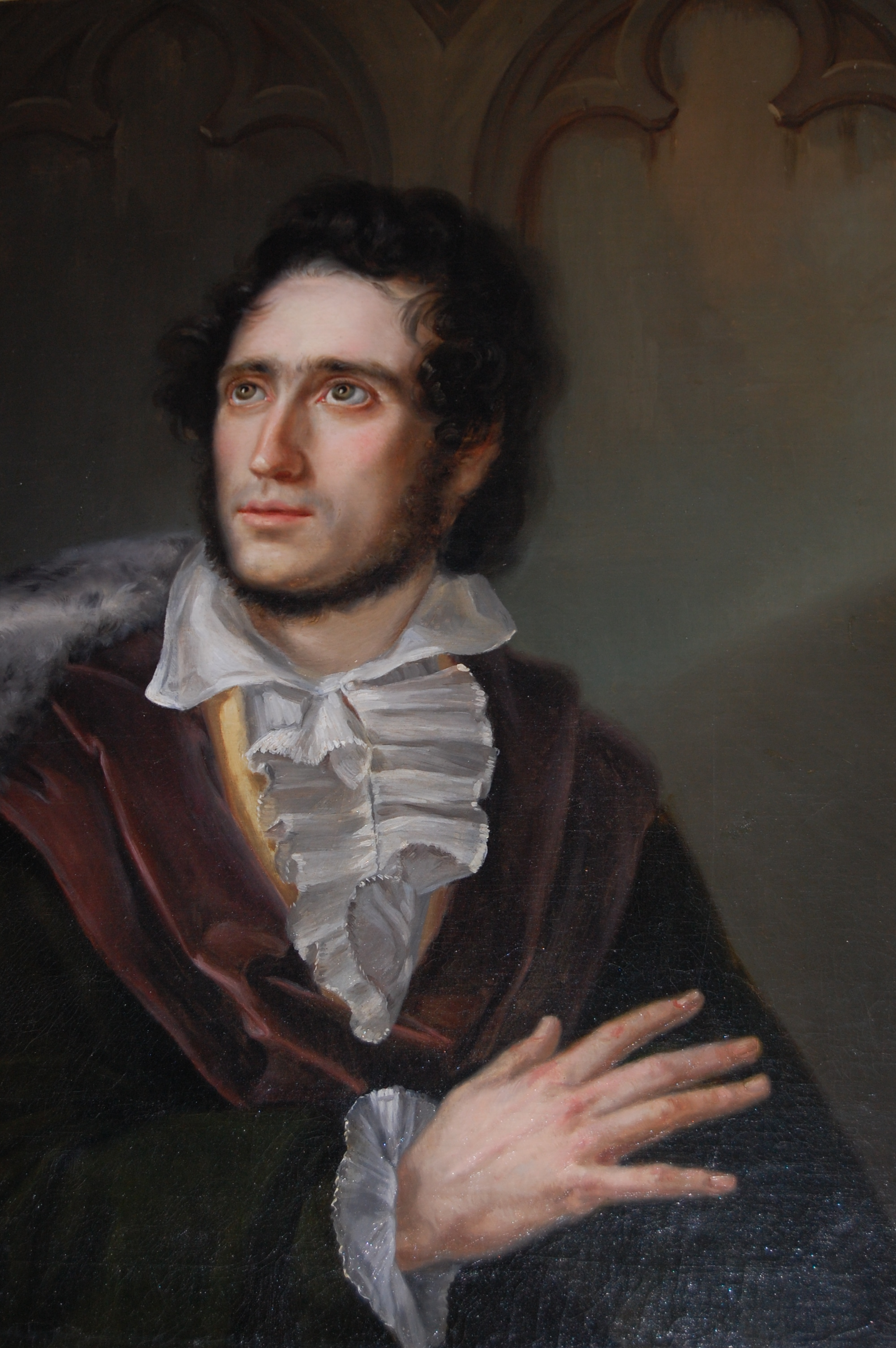
Retrat del poeta Manuel de Cabanyes, obra que es conserva a la Masia d'en Cabanyes

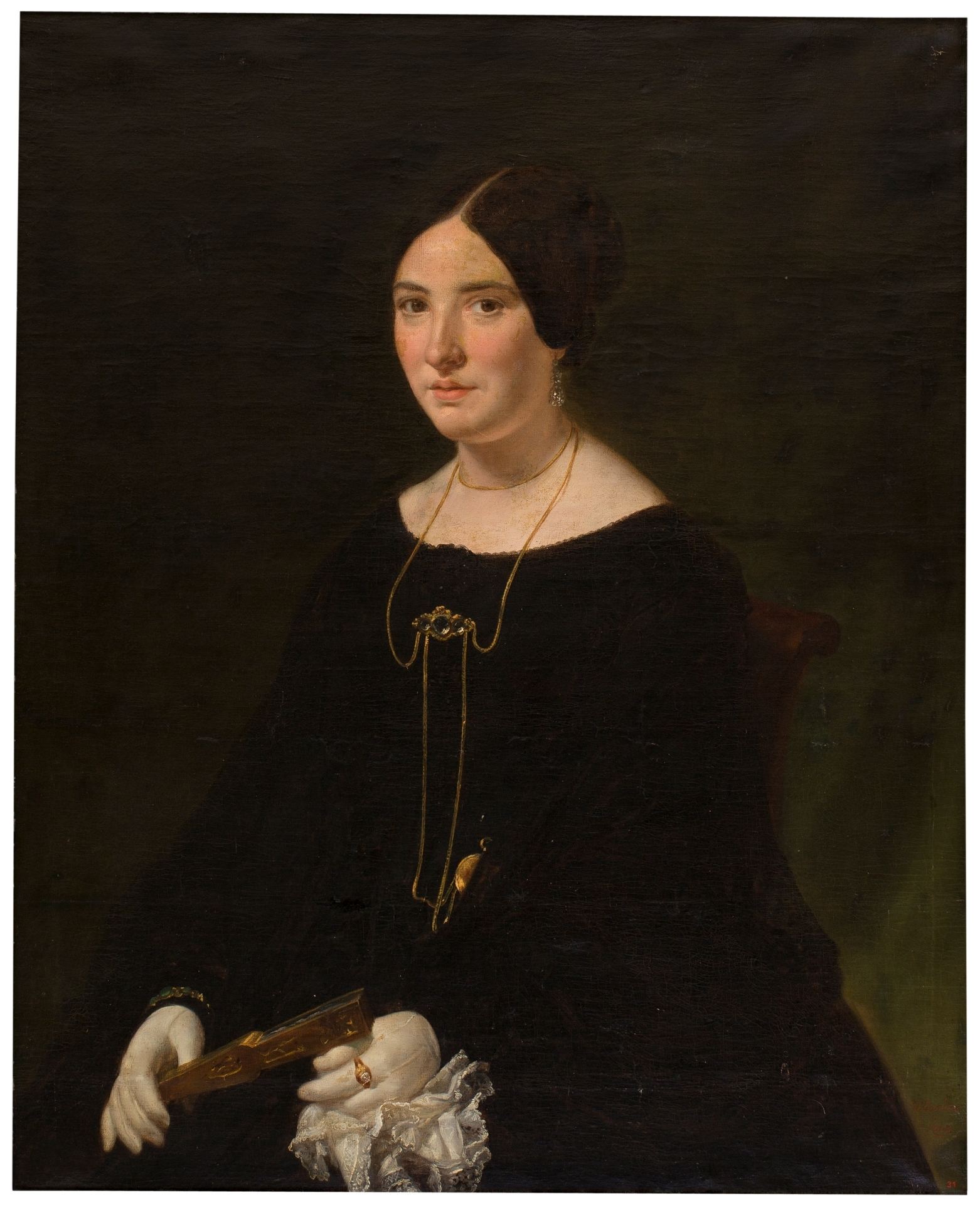
Retrat de dona, 1846. Col·lecció Art de la Vila de Sitges

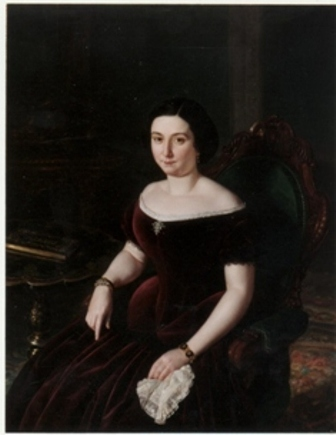
Retrat de dona, obra conservada a la Biblioteca Museu Víctor Balaguer

Joaquim Espalter i Rull (Sitges, 8 d'octubre del 1809 – Madrid, 16 de gener del 1880) va ser un pintor que desenvolupà la seva carrera principalment a Madrid.

## Biografia
Nascut a Sitges el 8 d'octubre de 1809, era fill del comerciant Francesc Espalter i Tolrà i de Rosa Rull i Camarasa. El seu naixement suburenc va ser del tot fortuït, ja que els seus pares eren de Barcelona, però s'havien establert temporalment a Sitges fugint de la guerra del Francès. En tornar la família a Barcelona, estudià als escolapis de Sant Antoni i després fou enviat a Montpeller, on cursà estudis comercials (1822). Entre 1823 i 1828 residí altra volta a la ciutat comtal i es dedicà plenament a la pintura, assistint a l'Escola de Llotja.
Després d'una breu estada a l'Escola de Nobles Arts de Marsella, a la fi de 1829 es traslladà a París i fou deixeble d'Antoine-Jean Gros, de qui aprengué la tècnica del color. A partir de 1833 s'establí a Roma, on formà part del grup dels natzarens catalans, juntament amb Pau Milà i Fontanals, Claudi Lorenzale i Pelegrí Clavé (el contacte amb el natzarenisme tingué lloc a través de Tommaso Minardi). Admirador de Fra Angelico i de Giotto, dels quals copià diverses obres, durant la seva estada a Itàlia va recórrer la Toscana i els Estats Pontificis, i el 1839 prengué part a l'Exposició de Belles Arts de Florència, on presentà les teles Dant i Virgili i Malenconia d'un cor jove.
El 1842 fixà la seva residència a Madrid i l'any següent va esdevenir acadèmic de San Fernando. Posteriorment fou nomenat pintor honorari (1846), pintor de cambra d'Isabel II i professor de dibuix de l'Escuela Superior de Pintura, Escultura y Grabado (1860). D'altra banda, va ser soci honorari de l'Acadèmia de Belles Arts de Milà, corresponsal de l'"Instituto Nacional de Bellas Artes" de Veneçuela, i a partir de 1872 ostentà la Gran Cruz de Isabel la Católica.
Fundador, junt amb Federico de Madrazo i Eugenio Ochoa, de la revista artística El Renacimiento (1847), que tingué una vida efímera, participà en l'Exposició Universal de París de 1855 i a les nacionals de Belles Arts de Madrid dels anys 1871, 1876 i 1878 (en les dues últimes fou, a més, vocal del jurat).
Malgrat que va ser un pintor variat quant a temes i factures, el prestigi adquirit per Espalter en vida fou degut a les seves pintures murals, actualment, tanmateix, se'l valora també com a retatista. A Madrid destaquen les decoracions fetes al Teatro Español (1848), al sostre del paranimf de la Universidad Central (1853-1858) -on realitzà deu figures al·legòriques, nou retrats de fundadors i vint de personatges cèlebres, a més dels d'Isabel II i la Catòlica-, i les del Palacio del Congreso de Diputados. A Navarra col·laborà en l'ornamentació del Salón del Trono del Palau de la diputació, per al qual pintà el mural La proclamació del primer rei de Navarra i vint retrats de la galeria reial (1864-1865).
Com a retratista, fou un dels pintors preferits de l'emergent burgesia decimonònica, que sabé plasmar d'una manera verídica, sense estridències, amb un estil que podríem definir com a prerealista més que no pas romàntic. Entre els seus retrats més coneguts figuren el d'Octavi Carbonell (1842), el de la seva muller (1852), el dels esposos Muntades (1856), tots tres al Museu Nacional d'Art de Catalunya, el de Bonaventura Carles Aribau (1844; Palau de Llotja), i el de la família de Jordi Flaquer (1845, Museo Romántico Madrid). També té obra als museus provincials de Girona i Santa Cruz de Tenerife, Maricel de Sitges i Víctor Balaguer de Vilanova i la Geltrú.
Va morir a Madrid el 16 de gener de 1880, als setanta anys. Tot i que la relació d'Espalter amb Sitges fou molt curta, ja que es limità a la seva infantesa i a una visita que potser va fer a la vila la tardor de 1843, la sitgetanitat del personatge mai no ha estat posada en dubte. L'abril de 1899 l'ajuntament presidit per Miquel Ribas i Llopis, acordà donar el seu nom a un carrer de la població; i entre 1916-1917, sota l'alcaldia de Simó Llauradó i Clarà, se n'allargà el recorregut. Després, la figura de Joaquim Espalter ha estat evocada manta vegada a la premsa local i, fins i tot, va ser objecte d'una tesina (de la qual es va publicar un resum) per part de l'historiador Antoni Vigó i Marcé, gran coneixedor de la seva vida i obra.

## Obres
- Retrat d'Octavi Carbonell 1842, conservat al Museu Nacional d'Art de Catalunya, a Barcelona
- Retrat de noia 1840-1845, conservat al Museu Maricel, Col·lecció Art de la Vila, a Sitges
- Retrat de dona 1846, conservat al Museu Maricel, Col·lecció Art de la Vila, a Sitges
- Retrat de Bonaventura Carles Aribau 1844, a la Reial Acadèmia Catalana de Belles Arts de Sant Jordi de Barcelona
- Retrat de la família de Jordi Flaquer 1845, al Museo Romántico de Madrid
- Home amb vestit regional 1850-1860, conservat al Museu Maricel, Col·lecció Art de la Vila, a Sitges
- El suspiro del moro 1855, de temàtica historicista
- Retrato dels esposos Muntades 1856, al Museu d'Art Modern de Barcelona
- La era cristiana 1871
- Retrat de dona, obra conservada a la Biblioteca Museu Víctor Balaguer[2]
- Retrat d'un home, obra conservada a la Biblioteca Museu Víctor Balaguer

### Pintures murals
- Decoracions del Teatro Español de Madrid, 1849
- Sostre del paranimf de la Universidad Central de Madrid (l'edifici és actualment seu de l'Instituto de España), 1853-1858
- Salón del Trono del Palacio de la Diputación de Navarra, 1864-1865
- Frescos dels salons de la presidència del Congrés dels Diputats, Madrid